# Aaron Spelling
 (juillet 2017).
Si vous disposez d'ouvrages ou d'articles de référence ou si vous connaissez des sites web de qualité traitant du thème abordé ici, merci de compléter l'article en donnant les références utiles à sa vérifiabilité et en les liant à la section « Notes et références ».
Pour les articles homonymes, voir Spelling.
Aaron Spelling, né le 22 avril 1923 à Dallas, au Texas, et mort d'un accident vasculaire cérébral à Los Angeles (États-Unis) le 23 juin 2006, est un producteur américain de films et de séries télévisées.
Il est le père de Tori Spelling, de son vrai prénom Victoria Davey (Donna Martin dans Beverly Hills 90210), et de Randy Spelling (Sean Richards dans Sunset Beach). Sa première femme fut l'actrice Carolyn Jones. Sa seconde épouse s'appelle Candy.

## Biographie
Attiré par le journalisme, Aaron Spelling intègre l'université méthodiste du Sud. Il fera aussi un bref passage à la Sorbonne, à Paris. Mais le jeune homme a une passion : le théâtre. Après avoir écrit plusieurs pièces, il part à Hollywood tenter sa chance comme acteur. Il obtient alors quelques rôles dans des téléfilms. En 1959, il produit sa propre série, Johnny Ringo. Créer des séries dans l'air du temps devient alors un rituel.
Il est de souche allemande ashkénaze.
Les années 1970 vont l'imposer comme producteur d'exception. Starsky et Hutch, L'Île fantastique, Drôles de dames ou encore La croisière s'amuse sont des succès aux États-Unis comme en Europe. Dynastie, concurrent direct de Dallas diffusée à partir de 1981, réunit quarante millions de téléspectateurs envoûtés par cette richissime famille au destin tragique.
Depuis, les séries Beverly Hills 90210, Melrose Place, Charmed et Sept à la maison confirment sa réussite comme producteur.
Aaron Spelling crée la société de production télévisuelle Spelling Television en 1981.
En janvier 2006, son infirmière le poursuit en justice pour harcèlement sexuel.
Il meurt le 23 juin 2006 à son domicile de Los Angeles des complications d'un accident vasculaire cérébral survenu quelques jours plus tôt.

## Filmographie

### Comme producteur

#### Série télévisée
- 1959-1960 : Johnny Ringo
- 1959-1961 : Zane Grey Theater
- 1961-1963 : The Dick Powell Show (en)
- 1962-1963 : The Lloyd Bridges Show
- 1963-1966 : L'Homme à la Rolls (Burke's Law)
- 1965-1966 : Honey West
- 1965-1966 : The Smothers Brothers Show
- 1967 : Rango
- 1967 : Off to See the Wizard
- 1967-1969 : The Guns of Will Sonnett
- 1968 : La Nouvelle Équipe (The Mod Squad)
- 1969-1970 : The New People
- 1970 : The Young Rebels
- 1970 : The Most Deadly Game (en)
- 1974 : Firehouse
- 1974 : S.O.S. hélico (Chopper One)
- 1975 : Section 4 (S.W.A.T.)
- 1975 : Starsky et Hutch (Starsky & Hutch)
- 1976 : Drôles de dames (Charlie's Angels)
- 1976 : Family
- 1977 : La croisière s'amuse (The Love Boat)
- 1978 : Vegas (Vega$)
- 1978 : L'Île fantastique (Fantasy Island)
- 1979 : Pour l'amour du risque (Hart to Hart)
- 1980 : B.A.D. Cats
- 1981 : Strike Force (en)
- 1982 : Hooker (T.J. Hooker)
- 1983-1988 : Hôtel (Hotel)
- 1983 : At Ease (en)
- 1984 : Chasseurs de scoop (Glitter)[3]
- 1984 : Finder of Lost Loves (en)
- 1986 : Life with Lucy
- 1989 : Nightingales
- 1992 : Rock 'n' love (The Heights)
- 1992 : The Round Table
- 1994 : L'Homme à la Rolls (Burke's Law)
- 1994 : Les Anges gardiens (Robin's Hoods)
- 1995 : University Hospital (University Hospital)
- 1996 : Kindred : Le Clan des maudits (Kindred: The Embraced)
- 1996-2006 : Sept à la maison (7th Heaven)
- 1998-1999 : La croisière s'amuse, nouvelle vague (The Love Boat: The Next Wave)
- 1998 : Buddy Faro (Buddy Faro)
- 1998 : Charmed
- 1999 : Premiers secours (Rescue 77)
- 1999 : Safe Harbor
- 2001 : Les Âmes damnées (All Souls)
- 2002 : Deep Cover
- 2003 : Queens Supreme
- 2003 : Shérifs à Los Angeles (10-8: Officers on Duty)
- 2004 : Clubhouse
- 2004-2005 : Summerland

#### Prime time serial
- 1981-1989 : Dynastie (Dynasty)
- 1985-1987 : Dynastie 2 : Les Colby (The Colbys)
- 1990-2000 : Beverly Hills 90210
- 1992-1999 : Melrose Place
- 1994-1995 : Models Inc.
- 1996 : Couleur Pacifique (Malibu Shores)
- 1996-1997 : Savannah
- 1997 : Brentwood (Pacific Palisades)
- 2000 : Titans

#### Soaps
- 1997-1999 : Sunset Beach

#### Pilotes non retenus
- 1996 : Pier 66 (destiné à ABC)[4]
- 1997 : Odd Jobs (destiné à NBC)
- 2001 : Stop at Nothing (destiné à UPN)
- 2002 : Home of the Brave (destiné à The WB)[5]
- 2003 : The Law and Mr. Lee (destiné à CBS)
- 2003 : Hotel (remake de la série des années 1980 - destiné à UPN)
- 2004 : Silver Lake (destiné à UPN)
- 2005 : Hitched (destiné à FOX)
- 2005 : Crazy (destiné à UPN)
- 2005 : Bounty Hunters (destiné à CBS)
- 2006 : Split Decision (destiné à The WB)

#### Téléfilms
- 1960 : Tonnerre sur Timberland (Guns of the Timberland)
- 1962 : A Pair of Boots
- 1962 : My Daddy Can Lick Your Daddy
- 1967 : Cricket on the Hearth (producteur exécutif)
- 1969 : The Over-the-Hill Gang (producteur exécutif)
- 1969 : Wake Me When the War Is Over (producteur exécutif)
- 1969 : The Monk (en) (producteur, producteur exécutif)
- 1969 : The Pigeon (producteur exécutif)
- 1969 : The Ballad of Andy Crocker (producteur, producteur exécutif)
- 1970 : Carter's Army (producteur, producteur exécutif)
- 1970 : The Love War
- 1970 : The Young Rebels (producteur exécutif)
- 1970 : Carter's Army
- 1970 : The Love War
- 1970 : How Awful About Allan
- 1970 : But I Don't Want to Get Married!
- 1970 : The Old Man Who Cried Wolf
- 1970 : Femmes sauvages (Wild Women) de Don Taylor
- 1970 : The House That Would Not Die
- 1970 : The Over-the-Hill Gang Rides Again
- 1970 : Le Terrible Secret (en) (Crowhaven Farm) de Walter Grauman
- 1970 : Run, Simon, Run
- 1971 : Love Hate Love
- 1971 : Yuma
- 1971 : River of Gold
- 1971 : Congratulations, It's a Boy!
- 1971 : Five Desperate Women
- 1971 : 1994: Un enfant, un seul (The Last Child)
- 1971 : A Taste of Evil
- 1971 : In Broad Daylight
- 1971 : The Death of Me Yet
- 1971 : The Reluctant Heroes
- 1971 : If Tomorrow Comes
- 1971 : The Trackers
- 1972 : Two for the Money
- 1972 : The Rookies
- 1972 : The Daughters of Joshua Cabe
- 1972 : Sans issue (en)
- 1972 : Say Goodbye, Maggie Cole
- 1972 : En piste (Rolling Man)
- 1972 : The Bounty Man
- 1972 : Home for the Holidays
- 1972 : Every Man Needs One
- 1973 : Terreur dans la montagne (The Chill Factor)
- 1973 : Snatched
- 1973 : The Great American Beauty Contest
- 1973 : The Letters
- 1973 : The Bait
- 1973 : Satan's School for Girls (en)
- 1973 : Hijack
- 1973 : Letters from Three Lovers (en)
- 1973 : The Affair (en)
- 1974 : Police parallèle (The Death Squad)
- 1974 : The Girl Who Came Gift-Wrapped
- 1974 : Cry Panic
- 1974 : California Split
- 1974 : Chasse tragique (Savages)
- 1974 : Death Sentence
- 1974 : Hit Lady
- 1974 : Death Cruise
- 1974 : Only with Married Men
- 1975 : The Daughters of Joshua Cabe Return
- 1975 : The Fireman's Ball
- 1975 : Mystère sur le vol 502 (en) (Murder on Flight 502)
- 1975 : The Legend of Valentino
- 1976 : One of My Wives Is Missing
- 1976 : Baby Blue Marine (en)
- 1976 : Les Nouvelles filles de Joshua Cabe (The New Daughters of Joshua Cabe)
- 1976 : Death at Love House
- 1976 : L'Enfant bulle (The Boy in the Plastic Bubble)
- 1977 : L'Île fantastique
- 1977 : Little Ladies of the Night
- 1977 : The Love Boat II
- 1977 : The San Pedro Bums
- 1978 : Return to Fantasy Island
- 1978 : Cruise Into Terror
- 1978 : Wild and Wooly
- 1978 : Kate Bliss and the Ticker Tape Kid (en)
- 1978 : The Users
- 1979 : Beach Patrol
- 1979 : The Power Within
- 1979 : Return of the Mod Squad
- 1979 : Love's Savage Fury
- 1979 : Pour l'amour du risque (Hart to Hart)
- 1979 : Terreur à bord (The French Atlantic Affair)
- 1980 : Waikiki
- 1980 : Murder Can Hurt You
- 1980 : Casino (en)
- 1981 : The Best Little Girl in the World
- 1981 : Sizzle
- 1982 : Massarati and the Brain (en)
- 1982 : The Wild Women of Chastity Gulch
- 1982 : Un enfant de lumière (Don't Go to Sleep)
- 1983 : Shooting Stars
- 1983 : Mister Mom
- 1983 : Making of a Male Model
- 1984 : Meurtre dans un miroir (Dark Mirror)
- 1984 : Espionnes de charme (Velvet)
- 1985 : Les Dessous d'Hollywood (Hollywood Wives)
- 1985 : Alerte à l'aéroport (International Airport)
- 1986 : Mr. and Mrs. Ryan
- 1986 : Crossings
- 1986 : T.J. Hooker: Blood Sport
- 1986 : Dark Mansions
- 1986 : Goodnight Mother ('Night, Mother)
- 1987 : Cracked Up
- 1987 : Cordes et discordes (Surrender)
- 1987 : Trois heures, l'heure du crime (Three O'Clock High)
- 1987 : Cross My Heart
- 1988 : Divided We Stand
- 1988 : Satisfaction
- 1989 : Day One
- 1990 : Rich Men, Single Women
- 1990 : Loose Cannons
- 1990 : The Love Boat: A Valentine Voyage
- 1991 : Jailbirds (en)
- 1991 : La télé lave plus propre (Soapdish)
- 1991 : Dynasty: The Reunion
- 1992 : Retour dans Les rues de San Francisco
- 1992 : Le Triangle noir (Grass Roots)
- 1993 : Gulf City
- 1993 : Les Soldats de l'espérance (And the Band Played On)
- 1993 : A Stranger in the Mirror
- 1993 : Hart to Hart: Hart to Hart Returns
- 1994 : Jane's House
- 1994 : Hart to Hart: Home Is Where the Hart Is
- 1994 : Hart to Hart: Crimes of the Hart
- 1994 : Hart to Hart: Old Friends Never Die
- 1994 : La Course à l'amour (Love on the Run)
- 1994 : Green Dolphin Beat
- 1995 : Hart to Hart: Secrets of the Hart
- 1995 : Hart to Hart: Two Harts in Three-Quarters Time
- 1995 : Cross Town Traffic
- 1996 : Hart to Hart: Harts in High Season
- 1996 : Au cœur du scandale (A Season in Purgatory)
- 1996 : Hart to Hart: Till Death Do Us Hart
- 1996 : After Jimmy (en)
- 1996 : Couleur Pacifique (Malibu Shores)
- 1997 : Odd Jobs
- 1999 : Mod Squad (The Mod Squad)
- 2000 : La Cinquième Sœur (Satan's School for Girls)
- 2000 : Charlie et ses drôles de dames (Charlie's Angels)
- 2001 : Stop at Nothing
- 2002 : Home of the Brave
- 2003 : Hotel
- 2003 : Cartel
- 2003 : Le Cartel
- 2003 : The Law and Mr. Lee
- 2004 : Silver Lake
- 2005 : Bounty Hunters
- 2005 : Wanted
- 2006 : Split Decision

### Comme scénariste
- 1957 : L'Odyssée de Charles Lindbergh (The Spirit of St. Louis) : Mr Fearless
- 1960 : Tonnerre sur Timberland (Guns of the Timberland)
- 1960 : Les Hors-la-loi (One Foot in Hell)
- 1970 : Carter's Army

### Comme acteur
- 1953 : Le crime était signé (Vicki) : Harry Williams
- 1954 : Three Young Texans : Catur
- 1954 : Alaska Seas (en) de Jerry Hopper : The Knifer
- 1954 : Wyoming Renegades
- 1954 : La Veuve noire (Black Widow) : Mr Oliver, Starlite Theater Employee
- 1955 : Mad at the World : Willie Hanson
- 1955 : Kismet : Beggar
- 1955 : Dix Hommes pour l'enfer (Target Zero) d'Harmon Jones : Strangler
- 1956 : Crusader (télévision)

## À noter
- Spelling a révélé de nombreux acteurs et surtout actrices. Les plus célèbres sont Farrah Fawcett, Heather Locklear, Marcia Cross et Jessica Biel.
- Il a relancé les carrières de Shannen Doherty, Alyssa Milano et Tiffani-Amber Thiessen.
- Aaron Spelling a noué une relation complice avec l'actrice Heather Locklear, qu'il a découverte en 1982 dans Dynastie. Il lui a ensuite proposé des rôles dans Hooker et Melrose Place. Il la surnommait « my lucky penny ».
- Autre relation, plus complexe, celle avec Shannen Doherty. Malgré le clash en 1994 sur le plateau de Beverly Hills entre l'actrice et la production, Spelling fait table rase du passé et l'engage en 1998 dans Charmed. La série est un succès et arrive même à faire oublier la réputation de « mauvaise fille » qui collait à la peau de Shannen. Mais en 2001, l'actrice quitte la série pour cause de mésentente avec Alyssa Milano.